# Curiae generales
Nel Regno di Sicilia il termine curiae generales o solemnes,  compare in età normanna per designare un'assemblea alla quale partecipavano i nobili, i cavalieri, i feudatari e il clero, appositamente convocati per ascoltare la parola del sovrano e per recepirne le disposizioni normative. In qualche modo differenziato dalla Curia regis che aveva la prevalente accezione di consiglio del re, da cui nel tempo si distaccò la Magna Curia che assunse anche l'amministrazione della giustizia.
Queste assise possono essere definite le prime forme di parlamento.

## Storia
A istituirla fu Ruggero II d'Altavilla re di Sicilia, che convocò  nel 1130 al palazzo dei Normanni di Palermo un'assise che lo proclamò re. Ruggero II riprese un'iniziativa del padre, il Gran Conte Ruggero I di Sicilia che nel 1097 a Mazara del Vallo aveva convocato per la prima volta feudatari e clero.
A volte furono itineranti, come l'assise di Ariano, in realtà più una curiae procerum (corte di nobili), che Ruggero II convocò nel 1140, dove emanò complesso di norme che riformarono l'amministrazione del regno,.
Con Federico II di Svevia furono anche ammesse le città demaniali. 
Il termine curiae generales, sebbene con Federico di Svevia ufficialmente denominate colloquia generalia, rimase in uso e più tardi prevalse, designando in Sicilia l’organo parlamentare almeno fino alla piena età aragonese-castigliana (metà del XV secolo).